# Swiss-Ski
Swiss-Ski est la fédération sportive chargée des sports de neige en Suisse. Elle est un membre fondateur de la fédération internationale de ski et de snowboard et une branche de Swiss Olympic. Elle a son siège à Ittigen dans le canton de Berne.

## Histoire
Depuis juin 2024, Urs Lehmann et Peter Barandun sont les co-présidents de Swiss-Ski.

## Sports
Swiss-Ski s'occupe des onze sports de neiges suivants :
- Biathlon
- Combiné nordique
- Saut à ski
- Saut acrobatique
- Freeski (Big air, Half-pipe, Slopestyle)
- Ski alpin
- Ski cross
- Ski de bosses
- Ski de fond
- Snowboard
- Télémark